# آی اسپای اسپوکی منشن
آی اسپای اسپوکی منشن (به انگلیسی: I Spy Spooky Mansion) یک بازی معمایی در سبک اشاره و کلیک می‌باشد که توسط بلک همر پروداکشنز توسعه‌یافته و در سال ۱۹۹۹ توسط اسکلاستیک منتشر گردیده‌است. این بازی بر پایهٔ کتاب کودکانهٔ آی اسپای ساخته شده‌است.